# Jean-Cyril Robin
Jean-Cyril Robin (nacido el 27 de agosto de 1969 en Lannion) es un exciclista francés profesional desde 1991 hasta 2004.

## Biografía
Pasó a profesionales en 1991, con solo 22 años, al equipo Castorama. Ya en su primer año finalizó tercero en el Tour d'Armorique, aunque fundamentalmente se dedicó a aprender en un equipo con corredores de la talla de Laurent Fignon, Luc Leblanc, Thierry Marie o Bjarne Riis, entre otros. 
En 1992 consiguió su primera victoria en el GP Rennes y más tarde obtuvo una etapa en el Tour d'Amornique. Ese mismo año debutó en el Tour de Francia finalizando en la posición 44. Ese mismo año, se alzó con la victoria final de la Copa de Francia de ciclismo.
En 1993, consiguió la victoria en la general del Tour d'Armonique, además de imponerse en una etapa. El resto de temporada fue discreta, retirándose en el Tour y solo consiguiendo un buen resultado, el tercer puesto en la Clásica de los Alpes. 1994 fue el peor de su carrera, ya que ni siquiera fue seleccionado por su equipo para el Tour. Corrió el Giro donde firmó una discreta actuación, finalizando en el puesto 42.
En 1995, dejó Castorama para fichar por el Festina-Lotus, para saber hasta donde podía llegar en la general del Tour. Firmó una buena vigésimo segunda plaza. Del resto de la temporada destaca su victoria de etapa en los Cuatro días de Dunkerque y dos segundos puesto en el Dauphiné Libéré. 
En 1996 obtuvo su mejor puesto en el Giro de Italia, además fue quinto en el duro Tour DuPont estadounidense. 
En 1997 buscó otro cambio y se fue al equipo estadounidense del US Postal, donde se observó una importante mejoría, finalizando en la posición 15 en el Tour de Francia, y dejándose ver en carreras importantes como Dauphiné Libéré (tercero en la general) o Tour de Limousin (quinto en la general).
En el año 1998, llegó su culminación ya que aunque no obtuvo ninguna victoria finalizó sexto en el Tour de Francia. Este sería su tope en la ronda francesa. Además, fue cuarto en la Vuelta a Galicia y se metió en la lista de los diez primeros de carreras como Dauphiné Libéré, Campeonato de Francia, Volta a Cataluña o Clásica de los Alpes.
En 1999, abandonó a los americanos por el equipo francés de La Française des Jeux. Este fue un buen año para Jean Cyril ya que volvió a ganar una etapa en el Tour de Poitu Charentes (fue segundo en la general) y otra etapa en la Vuelta a Trans-Canadá (donde también fue segundo). Además fue tercero en el mundial de Ruta tras Óscar Freire y Markus Zberg. Otros resultados destacados son el segundo puesto en el Premio Bles d'or, cuarto en el GP Cholet-Pays de Loire o en el Giro de la Emilia, quinto en el campeonato de Francia u octavo en la Ruta del Sur. Destacar que se quedó cerca de lograr la victoria de etapa en el Tour de Francia, pero finalizó segundo.
En 2000, abandonó la Française des Jeux para comandar el equipo francés de nueva creación Bonjour. Aquí se empezó a ver a un Robin más combativo y más guerrero buscando fugas. Obtuvo su última victoria como profesional en el GP Leon. Completó la temporada con dos segundos puestos en el Tour de Finisterre y en el Tour de Limousin, sexto en Plouay y decimonoveno en el Tour.
Al francés le empezaban a pesar los años, y por eso cambió de mentalidad. En 2001 fue segundo en Finisterre, cuarto en Le Telegramme, sexto en Isbergues y séptimo en París-Bourges. En el Tour acabó en un discreto 56.º puesto.
En 2002 regresó a la Française des Jeux. Fue un año discreto, destacando un sexto en la Clásica de los Alpes, un octavo en Dunkerque (segundo en una etapa) o un noveno en la Ruta del Sur. En el Tour finalizó en la posición 32.
Un 2003 muy discreto con tan solo un sexto puesto en el Boucles l´Aulne y un 2004 similar con un sexto puesto en el Tour de Limousin. Su última participación, en el Tour fue ese año, finalizando en la posición 47. Su última carrera fue el GP de Plouay donde finalizó en el puesto undécimo a solo 2 segundos del vencedor de la prueba Didier Rous. Al finalizar la temporada 2004 anunció su retirada del ciclismo profesional.

## Palmarés
1992
- G. P. de la Villa de Rennes
- Copa de Francia[1]
- 1 etapa del Tour d'Armorique

1993
- Tour d'Armorique, más 1 etapa

1995
- 1 etapa de los Cuatro Días de Dunkerque

1999
- 1 etapa del Tour du Poitou-Charentes et de la Vienne
- 3.º en el Campeonato Mundial en Ruta

## Resultados en Grandes Vueltas
| Carrera         | 1991 | 1992 | 1993 | 1994 | 1995 | 1996 | 1997 | 1998 | 1999 | 2000 | 2001 | 2002 | 2003 | 2004 |
| --------------- | ---- | ---- | ---- | ---- | ---- | ---- | ---- | ---- | ---- | ---- | ---- | ---- | ---- | ---- |
| Giro de Italia  | -    | -    | -    | 42.º | -    | 9º   | -    | -    | -    | -    | Ab.  | -    | -    | -    |
| Tour de Francia | -    | 44.º | Ab.  | -    | 22.º | Ab.  | 15.º | 6.º  | 52.º | 19.º | 56.º | 32.º | -    | 47.º |
| Vuelta a España | -    | -    | -    | -    | Ab.  | -    | Ab.  | Ab.  | -    | -    | -    | -    | -    | -    |
| Mundial en Ruta | -    | -    | -    | -    | Ab.  | -    | -    | 60.º | 3.º  | 18.º | 33.º | -    | -    | -    |

## Equipos
- Castorama (1991-1994)
- Festina (1995-1996)
- US Postal (1997-1998)
- Française des Jeux (1999)
- Bonjour (2000-2001)
- Française des Jeux (2002-2004)